# Závod Slovenského národného povstania

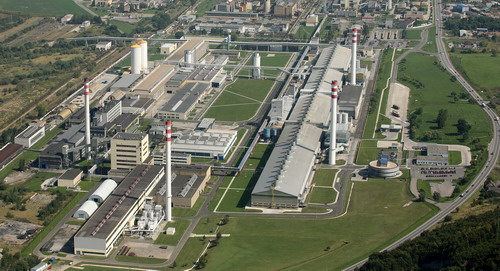
Slovalco

Závod Slovenského národného povstania je hliníkárna, vybudovaná v roce 1951 v obci Ladomerská Vieska u Žiaru nad Hronom, na území bývalé obce Horné Opatovce. Po privatizaci v roce 2002 byly provozy v areálu postupně rozprodávány mezi více majitelů jako Slovalco, ZSNP, Hydro aluminium a další.

## Historie
O výstavbě závodu se začalo uvažovalo již v polovině roku 1950, když Výzkumný ústav kovů v Praze připravil hrubé odhady investičních nákladů, údaje o potřebách hlavních surovin a elektrické energie. Podnět na výstavbu závodu v Československu přišel i ze strany Sovětského svazu na zasedání Rady vzájemné hospodářské pomoci (RVHP) v listopadu 1950. Vzhledem k tomu, že na území ČSR se nenacházela ložiska bauxitu, se v lednu a květnu 1951 konala jednání v Praze a Budapešti o dodávkách bauxitu a oxidu hlinitého z Maďarska.
Původně se počítalo s tím, že závod bude umístěn na dvou místech, ve Sv. Kříži nad Hronom (od roku 1955 Žiar nad Hronom) a v lokalitě Modrý Kameň. V říjnu 1951 se na doporučení sovětských expertů rozhodlo umístit celý závod v prostoru Sv. Kříže nad Hronom. Hospodářská rada při ÚV KSČ a vláda definitivně rozhodli o výstavbě hliníkárny jižně od Sv. Kříže nad Hronom 28. dubna 1951. V listopadu 1951 se začalo s výstavbou.
Proč se však závod nevybudoval v Maďarsku, kde se nacházel bauxit a vyráběl oxid hlinitý, ale v Československu, není dodnes přesně známo. Zřejmě zde sehrály důležitou roli strategické faktory a vysoká spotřeba hliníku v ČSR. Továrna měla sloužit především zbrojnímu průmyslu. Hliník, jako strategická komodita, podléhal v té době embargu ze strany západních států.

### Historické milníky
- 1951 – založení podniku Kovohuty Hron, n.p.
- 1953 – vyrobena první tuna hliníku
- 1954 – změna názvu podniku na Závody Slovenského národného povstania
- 1967 – rozšíření produktového portfolia o finální výrobky a polotovary z hliníku
- 1985 – začátek rozsáhlé modernizace výroby hliníku
- 1998 – ukončení výroby primárního hliníku Söderbergovou technologií
- 2002 – privatizace a s tím spojená změna návzu podniku na ZSNP, a.s.
- 2004 – vyrobena miliontá tuna hliníku
- 2006 – získání certifikátu Bezpečný podnik jako 1. společnost na Slovensku

## Současnost
Po pádu komunismu byly závody zprivatizovány. V roce 1998 byla zcela ukončena zastaralá, neekologická výroba hliníku Söderbergovou technologií a byly sníženy vyprodukované emise. Odkaliště o rozloze 44 ha obsahující cca 10 mil. tun červeného kalu, představující velkou zátěž a hrozbu pro životní prostředí v případě havárie, bylo nejprve v letech 1992–1997 ohraničeno těsnicí stěnou a v letech 2006–2012 rekultivováno. Celá halda se pokryla speciální nepropustnou textilií a následně byla zatravněna. Jednalo se o jedno z největších odkališť na Slovensku a tato rekultivace byla největší akcí tohoto druhu realizována na Slovensku soukromým subjektem.
Roční produkce závodu činí zhruba 160 000 tun hliníku a hliníkových produktů elektrolytickou metodou.
| Rok                                                | 1995      | 1996      | 1997      | 1998      | 1999      | 2000       | 2001       | 2002       | 2003      | 2004       | 2005       |
| -------------------------------------------------- | --------- | --------- | --------- | --------- | --------- | ---------- | ---------- | ---------- | --------- | ---------- | ---------- |
| Výroba hliníku v tunách                            | ?         | 111 500   | 110 000   | 108 000   | 135 592   | 141 637    | 140 119    | 143 060    | 160 156   | 181 318    | 176 895    |
| Tržba z prodeje výrobků (v tis. slovenských korun) | 1 614 600 | 6 503 623 | 8 078 416 | 8 115 621 | 9 894 021 | 12 272 678 | 12 313 106 | 10 843 132 | 9 681 233 | 10 770 152 | 10 973 104 |
| Čistý zisk (v tis. slovenských korun)              | 27 400    | -50 163   | -70 091   | -98 961   | 124 884   | 1 032 660  | 1 417 079  | 589 767    | 1 103 000 | 952 250    | 1 204 128  |